# ماگنوس اسونسون
ماگنوس اسونسون (سوئدی: Magnus Svensson (footballer)؛ زادهٔ ۱۰ مارس ۱۹۶۹) یک بازیکن فوتبال بازنشسته اهل سوئد است.

## تیم ملی
وی همچنین در تیم ملی فوتبال سوئد بازی کرده، و برای این تیم در یورو ۲۰۰۰ و جام جهانی ۲۰۰۲ به میدان رفته است.